# Альфредо Гравіна
Альфредо Данте Гравіна (ісп. Alfredo Dante Gravina; 31 жовтня 1913, Такуарембо — 1995, Монтевідео) — уругвайський письменник, журналіст, що належав до Ґенерації '45. З його ім'ям пов'язане становлення літератури соціалістичного реалізму в Уругваї.

## Життєпис
Альфредо Гравіна народився у провінції Такуарембо, у 1913 році. Дитинство та юнацькі роки провів у скотарських латифундіях, де працював пеоном і тому добре знав умови життя і праці селян. Закінчивши середню школу, Гравіна переїхав до Монтевідео, щоб розпочати юридичне навчання, яке згодом покинув. Працюючи в одній із ощадних кас банку, він заснував і керував газету Gaceta de Cultura, яка виходила у Монтевідео між вереснем 1955 і квітнем 1957 року. Співпрацював у газетах El Popular, та La Hora Popular. Член комуністичної партії.
Літературну діяльність почав як автор оповідань. Більшість його творів присвячені зображенню національного життя Уругваю і соціальної боротьбі його народу. Твори Гравіни перекладено багатьма мовами. На Кубі, де він мешкав деякий час, Гравіна займався літературною працею у журналі «Casa de las Américas» (друкарському органі Будинку Амерік), Університеті Сантьяго-де-Куба та інших подібних виданнях.

Найкращі його романи - «Макадам» (1948) та « Шість пар черевиків» (1964), хоча серед численних творів чи не найбільшу популярність має роман Кордони відкриті вітрам (ісп. Fronteras al viento), написаний 1951 року та перекладений багатьма мовами.
В центрі уваги письменника - уругвайська пампа, жорстокі класові сутички між багатими латифундистами та безземельними селянами - батраками і сільськогосподарськими робітниками.

## Відгуки
Критик Arturo Sergio Visca писав:
«Гравіна — один з небагатьох оповідачів, який намагався дати всебічне бачення країни у своїй роботі. Це одна з його найбільших заслуг, якими б не були спостереження, які можуть бути вказані в цьому видінні і заперечення, які можуть стати літературними. Крім того, на всіх його сторінках завжди вимальовується сердечний, виразний і братерський ефір, який облагороджує їх»
За словами Luis Volonté:
«У багатьох своїх текстах він відчував потребу зробити акцент на користь дидактичної функції. Здійснюючи це просвітницьке бажання, він зіпсував значну частину своєї роботи, представляючи героїв дуже схематично і передбачувані ситуації»

## Твори
- Кров у борозні (Sangre en los surcos, 1938)
- Час співу (La hora del canto, 1941)
- Незвичайний кінець звичайної людини (El extraordinario fin de un hombre vulgar, 1942)
- Історія однієї історії (Historia de una historia, 1944)
- Макадам (Macadam, 1948)
- Хроніка подорожі в СРСР і Чехословаччину (Crónica de un viaje por la URSS y Checoslovaquia, 1955)
- Кордони відкриті вітрам (Fronteras al viento, 1951)
- Сільський репортаж з Кан'яда Гранде (Reportaje campesino en Cañada Grande, 1956)
- El único camino (1958)
- Від страху до гордості (Del miedo al orgullo, 1959)
- Усмішка доброго сусіда (La sonrisa del buen vecino, 1960)
- Los ojos del monte y otros cuentos (1962)
- Tiempo arriba (1962)
- Шість пар черевиків (Seis pares de zapatos, 1964)
- Brindis por el húngaro (1969)
- Sus mejores cuentos (1969)
- Острів (La isla, 1970)
- Despegues (1974)
- Музика та долари (Música y dólares, 1986)